# Fernand Mourlot
Fernand Mourlot est un maître-imprimeur lithographe né à Paris le 5 avril 1895 et mort le 4 décembre 1988 dans la même ville.

## Biographie
Fernand Mourlot accueille maints artistes dans son atelier, dont Henri Matisse, Jean Fautrier, Pierre Soulages, Jean Dubuffet, Pablo Picasso, Bernard Buffet, Joan Miró, Marc Chagall, Georges Braque, Giovanni Giacometti, Alexander Calder, Raoul Dufy, Nathalie Chabrier, Marcel Chassard, Roland Bierge, Saul Steinberg, Paul Jenkins, Maurice Utrillo, Kostia Terechkovitch, Kees van Dongen, Ernest Engel-Pak, Maurice de Vlaminck, Maurice Estève, Roberto Matta, Pierre Alechinsky, André Cottavoz, Louis Roger, Serge Rezvani. Il fréquente par la même occasion de nombreux poètes et écrivains comme Louis Aragon, Paul Éluard, Jacques Prévert, Colette, Jean Paulhan, Francis Ponge, Théophile Briant.
Il imprime les 29 planches en couleurs de l'Apocalypse de Saint-Sever, publiée en 1943 par les Éditions de Cluny. Il collabore avec l'éditeur Tériade en imprimant pour sa revue Verve de nombreuses couvertures et lithographies originales, en particulier la Bible de Chagall dont les deux volumes paraissent en 1965. Il travaille étroitement avec l'architecte et peintre moderniste Le Corbusier sur plusieurs petites lithographies, dont la série Panurge (1962).
Son premier atelier parisien se situe 18 rue de Chabrol dans le 9e arrondissement, local que son père imprimeur, Jules Mourlot, acquiert en 1914 de l'imprimeur Georges Bataille. En 1960, il déménage dans le 13e arrondissement, rue Barrault . Enfin, il s'installe en 1976 au 49 rue du Montparnasse.
Dans son livre Gravés dans ma mémoire, il raconte sa vie d'imprimeur et ses rencontres avec les artistes.

## Expositions
- Atelier Mourlot and 20th Century Lithography in Paris (2015)[6]

## Fernand Mourlot Éditeur (sélection)
- Matière et Mémoire ou les lithographes à l'école. Texte de Francis Ponge, lithographies de Jean Dubuffet, 1944
- Quelques mots rassemblés pour Monsieur Dubuffet. Texte de Paul Éluard, lithographie de Jean Dubuffet, 1944
- Vache bleue dans une ville. Texte d'André Frénaud, lithographie de Jean Dubuffet, 1944
- Braque le Patron par Jean Paulhan, lithographie de Georges Braque, 1945
- Sodome et Gomorrhe de Jean Giraudoux, lithographies de Roland Oudot, 1945.
- Échos. Textes de Jacques Prévert, André Verdet, Nazim Hikmet, lithographies de Henri Matisse, 1952
- Portfolio du centenaire de l'Imprimerie Mourlot, 1952
- Dans l'atelier de Picasso. Texte de Jaume Sabartés, lithographies de Pablo Picasso, 1957
- Le chant du ruisseau de Maurice Toesca, lithographies de Jules Cavaillès, 1960
- Œuvres complètes d'Antoine de Saint-Exupéry, lithographies de Georges Feher, 1963
- L'Événement par soixante peintres - Éditions des peintres témoins de leur temps à l'occasion de leur XIIe exposition au musée Galliera, vingt lithographies signées d'Yvette Alde, Roger Bezombes, Yves Brayer, Jean Carzou, Michel Ciry, Jean Commère, François Desnoyer, Emili Grau i Sala, Pierre-Henry, Camille Hilaire, Roger Lersy, Édouard Georges Mac-Avoy, Roger Montané, Maurice Savin, Kostia Terechkovitch, Gabriel Zendel…, 1963
- Une fête en Cimmérie de Georges Duthuit, lithographies de Henri Matisse, 1964
- Dialogue de l'arbre de Paul Valéry, 25 lithographies d'André Cottavoz, 1964
- Un beau jour à Ménars, texte et lithographies d'Anne Français, 1965
- Bouquet de rêves pour Neila. Texte d'Yvan Goll, lithographies de Joan Miró, 1967
- Mon Cirque. Texte et lithographies de Bernard Buffet, 1968
- Les Faubourgs de Paris d'Eugène Dabit, lithographies de Robert Savary, 1970
- Poésies antillaises. Poésies de John-Antoine Nau, lithographies de Henri Matisse, 1972
- Les Paradis artificiels de Charles Baudelaire (préface de Raymond Cogniat), lithographies d'Arnaud d'Hauterives, 1974
- Colline de Jean Giono, lithographies de Robert Savary, 1977
- Portfolio d'affiches

## Publications
- Souvenirs et portraits d'artistes, Alain Mazo (Paris) et Léon Amiel (New York), 1972
- Gravés dans ma mémoire, Robert Laffont, Paris, 1979